# Гетьманські статті
Гетьманські статті — були документами державно-правового і міжнародно-правового характеру. Вони визначали устрій української гетьманської держави та порядок її взаємин із Московським царством на період правління конкретного гетьмана. Здебільшого вони укладалися з нагоди виборів кожного нового гетьмана як своєрідна угода між козацькою старшиною на чолі з гетьманом та представниками московського царя.
Юридичною основою для укладання таких договорів стали Березневі статті Богдана Хмельницького.
Певні положення цих статей були використані царським урядом Росії як юридичну підставу для наступу на права і вольності Української держави та її народу.
Основні гетьманські статті:
- Переяславські статті 1659 року Юрія Хмельницького
- Батуринські статті 1663 року та Московські статті 1665 року Івана Брюховецького
- Глухівські статті 1669 року Дем'яна Многогрішного
- Конотопські статті 1672 року та Переяславські статті 1674 року Івана Самойловича
- Коломацькі статті 1687 року Івана Мазепи
- Решетилівські статті 1709 року Івана Скоропадського
- «Рішительні (конфірмовані) пункти» 1728 року Данила Апостола.